# 波蘭軍事組織

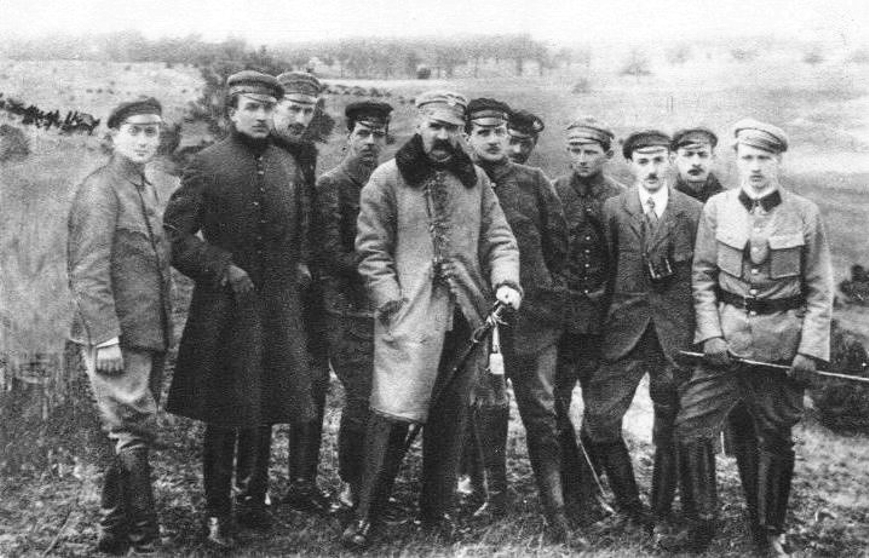
1917年毕苏斯基和POW最高司令部成员

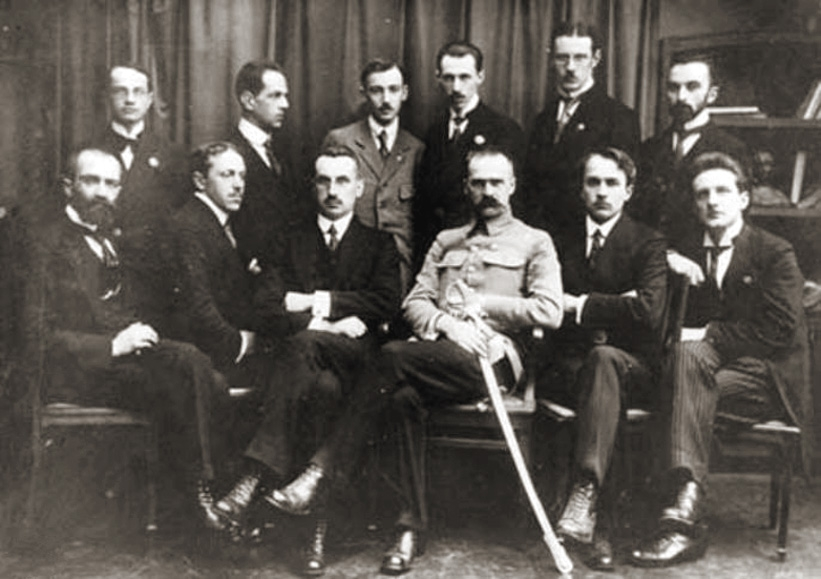
The Supreme Command of Polish Military Organisation, 1917

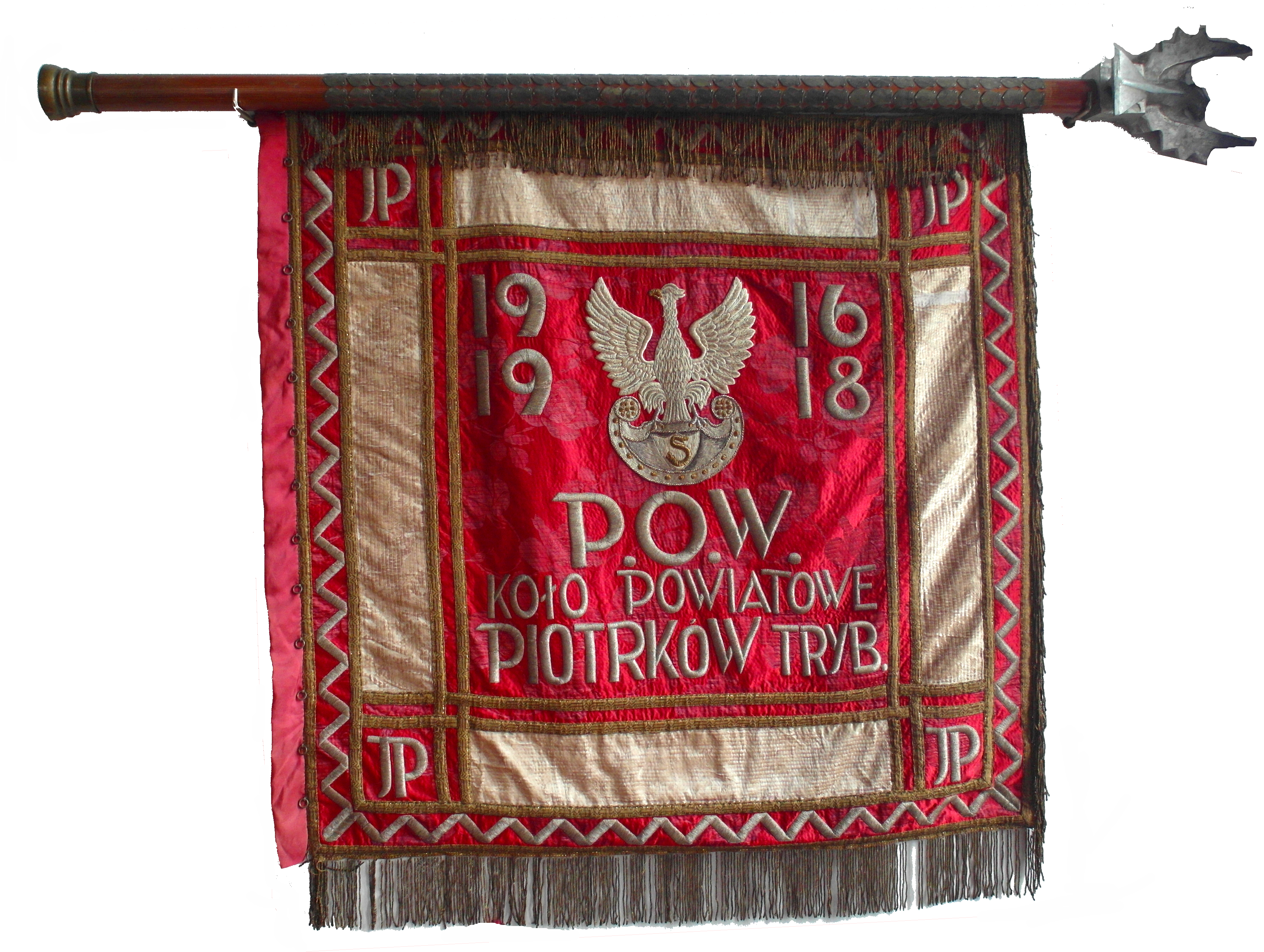
POW的旗帜

波蘭軍事組織（波蘭語：Polska Organizacja Wojskowa, 缩写为POW），是創建於第一次世界大战戰間期的波兰爱国秘密軍事組織。由承认约瑟夫·毕苏斯基政治和军事权威的波兰积极斗争协会和波兰步枪队的主要活动人士於1914年8月第一次世界大戰爆發後創立。
该组织的最初的目标是对抗入侵者最初是对抗沙皇俄国，从 1916 年开始也对抗占领波兰的德国和奥地利。在第一次世界大战后1918年11月11日被解散，其中2.6万名成员被动员加入波兰军队。

## 组织历史[1][2]
1914年波兰积极斗争协会和波兰步枪队的主要活动人士在波兰举行了一次秘密会议，会议代表决定将两个组织合并为一个秘密军事组织。该组织的领导者是卡罗尔·雷巴斯维奇 (Karol Rybasiewicz)。他的副手是亚当·科克。他们承认约瑟夫·毕苏斯基为总司令。到1914年10月，成员不超过一百人。
1914年10月22日，二级中尉茹林斯基穿过俄德前线到达华沙。在他的倡议下，该组织被命名为波兰军事组织。新任指挥官寻求为POW赢得更广泛的政治支持。他制定了组织纲领《POW宣言》，该组织的目标是争取波兰独立，对抗俄罗斯，并为未来的波兰军队培养骨干。
毕苏斯基最初的构想是，当奥地利军队进入时，POW干部将成为起义的核心，起义将在俄罗斯分界线的土地上爆发。POW的主要目标是对沙皇政府进行武装斗争。该组织成员接受军事训练，收集武器弹药，并在敌后进行破坏活动。他們采取了许多宣传行动，印制传单和公告，并组织示威活动。尽管俄罗斯当局进行了逮捕，但 1915 年夏天，可能仍有大约 4,000 名POW成员进行活动。
当波兰军团进入凯尔采地区時，受到居民冷漠。因此毕苏斯基认识到起义不可能在一个被奴役的国家爆发。许多POW成员停止了在俄罗斯分区内的阴谋活动，越过边境加入了第一军团旅，继续与俄罗斯人作战。
俄军从波兰王国领土撤退后，华沙的POW成员被部分释放。在被动员起来的密谋者中，成立了一个由四个连组成的营，由指挥官祖林斯基指挥。
1915 年 7 月 25 日，甚至在德军进入首都之前，POW总司令约瑟夫·毕苏斯基就向该组织发布了第一份正式命令。
1915 年 8 月 22 日，POW华沙营离开首都，8 月 30 日成为军团第一旅的一部分。该组织的其余成员（约有 1000 人）仍留在密谋中。军团第一旅的许多军官随后被约瑟夫·毕苏斯基委派扩充POW组织。
然而，在奥匈帝国的秘密支持下组织没有解散。新形式的POW是军团战斗（军团应该是一个“兄弟组织”）的替代方案。该计划设想建立一支武装部队，用于重新获得独立：不仅对抗波兰主要的敌人俄罗斯，而且对抗同盟国。这一次，POW的口号受到了波兰人更加热烈的欢迎。数百名志愿者来自各个分区。在奥地利统治下的土地上，POW几乎公开招募新兵。
1916 年 7 月，毕苏斯基辞去军团指挥官职务，以获得奥地利人在波兰问题上的让步。但由于德国的干涉，未能达成协议，毕苏斯基失去了职位。在失去職位後，毕苏斯基把所有的精力都集中在加强POW的力量，成为独立左派政治阵营的基础。
11月5日，奥地利和德国皇帝宣布战后将建立波兰国家。1917年1月，临时国务委员会开始活动，毕苏斯基也被纳入其中。POW 提交给该机构。
1917年，POW进行了招募、武装和政治运动。除了为可能对抗入侵者的战斗积聚力量外，它的目的还在于对俄罗斯分治下的波兰社会产生更大的影响力。分发了报刊、传单和海报。该组织的宣传活动成为毕苏斯基“国父”传奇的开始。
俄国二月革命爆发后，POW政策发生了转变。领导层意识到俄国将被排除在战争之外，因此决定对其他波兰瓜分国采取直接行动。
1917 年 7 月波兰军团拒绝宣誓效忠德国皇帝引发了危机。当军团被解除武装和关押时，该组织的许多领导成员也被逮捕，其中包括其领导人约瑟夫·毕苏斯基。尽管缺乏统一的指挥而困难重重，但POW组织还是生存了下来，并转而对德国和奥地利开展秘密行动。爱德华-雷兹-西米格利上校作为皮乌斯基的副手接管了POW组织的领导权。在华沙（德国占领区）、卢布林（奥地利占领区）和基辅（俄罗斯占领区）分别设立了总指挥部。POW总部设在克拉科夫。
1918 年初。POW组织总部制定了在德国和奥地利占领区进行武装反击的计划。从那时起，该组织就做好了在分治国家崩溃时夺取政权的准备。POW总部于 1918 年 5 月 23 日下令实施的《波兰军事组织内部条例》规定了该组织的基本计划目标。该组织发展迅速，尤其是在华沙第一最高总部下属地区。
1918 年夏，波兰军事组织（POW）加强了针对同盟国的破坏活动，包括炸毁乌克兰境内的 27 座桥梁，这使得德军在法军费迪南德-福煦元帅发动进攻期间难以向西线移动。
从 1918 年 4 月起，从贝尼亚明努夫集中营释放出来的亚当-科克上尉成为了该组织的负责人。1918 年 10 月，POW营的规模接近 3 万人，其中包括波兰王国境内的 2 万多人。
1918 年 10 月，随着同盟国的崩溃，POW组织开始了决定性的战斗行动。10 月 12 日，组织了一次对运钞列车的袭击，缴获了 180 万克朗的巨款。四天后，波兰全国各地在一天之内发生了两百多起暗杀分区占领军当局代表和亲信的 "血腥星期三"事件。 

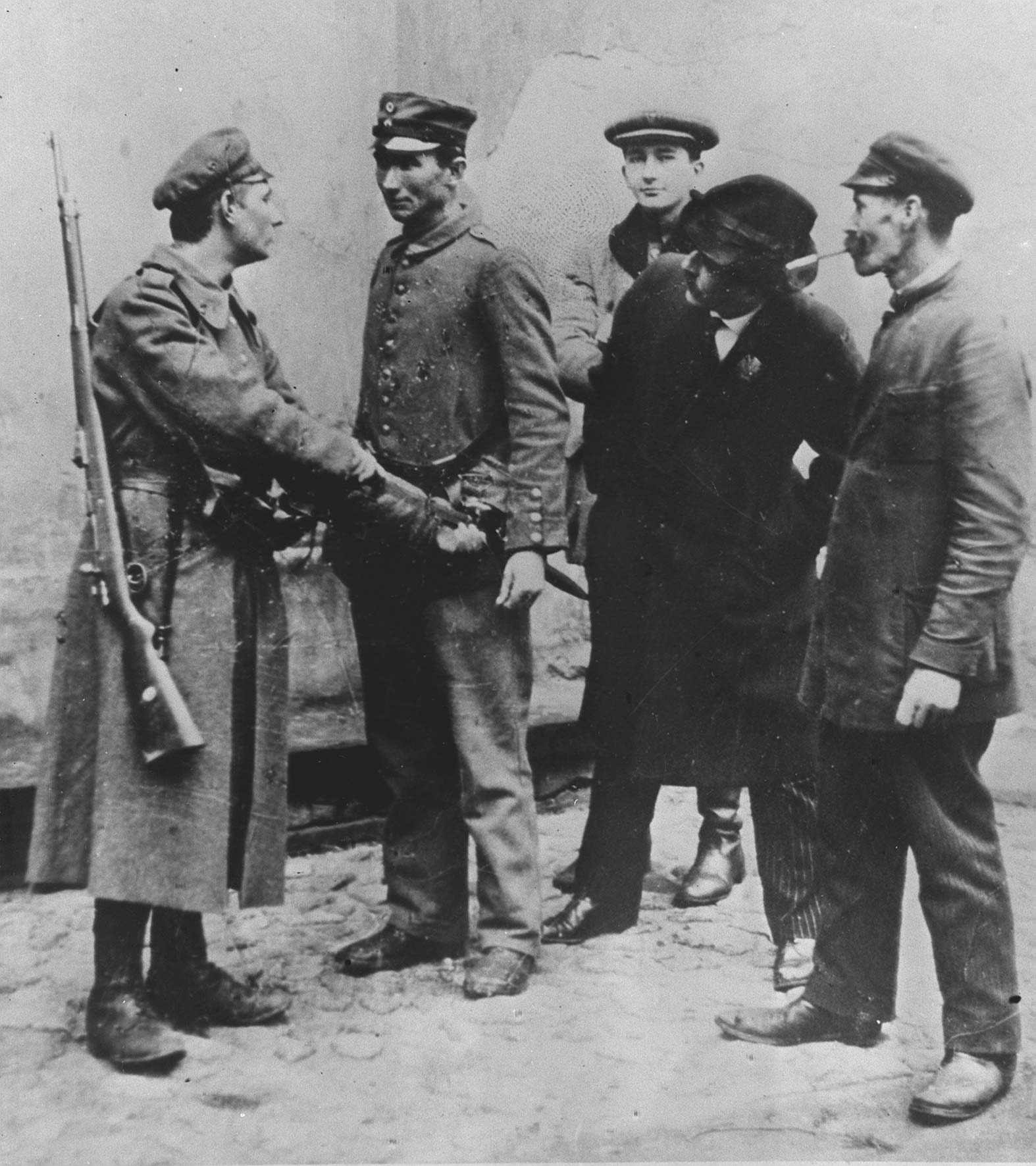
POW成员解除一战德军的武装

10 月底，奥地利和德国军队开始解除武装。少数地方发生了流血事件，但大部分行动是和平的。POW充当了波兰清算委员会的武装力量。11 月 1 日，在旅长博莱斯瓦夫-罗哈（Bolesław Roja）的激励下，部分组织成员宣誓效忠摄政委员会。然而，大多数POW成员并不接受占领军组建的政府。 
波兰共和国临时人民政府在卢布林成立时，POW指挥官爱德华·雷兹-希米格维正在该市，并积极参与了筹备工作。11 月 6 日至 7 日夜间，部队宣誓效忠新内阁，然后开始夺取城市政权，POW是政变背后的主要军事力量。12日上午，400 名民兵占领了卢布林的重要设施，并逮捕了忠于摄政委员会的波兰武装部队一个营的军官。由于担心遭到驻扎在火车站附近该营士兵的袭击，POW部队在比斯特日卡采一线进行了加固。幸运的是，流血事件得以避免。同一天，POW部队在大教堂广场宣誓效忠新政府。从那时起，无论是在卢布林还是在各省，POW组织都充当了新政府的武装力量。11 月 11 日，当波兰共和国临时人民政府服从约瑟夫·毕苏斯基的领导时，POW总部发布了最后一道命令，在实现目标的情况下解散该组织。
在波兰独立后的最初几年，前POW组织成员参加了大波兰起义，还参加了 1919 年保卫利沃夫抵抗乌克兰人的战斗和 1920 年的波苏战争。

## 组织的目标
POW的目标是通过武装斗争获得波兰的独立.

## 现今[3]
波兰军事组织于 2012 年 7 月 1 日在埃尔克附近的塞利吉重新启动。目前的波兰军事组织（POW）是一个主要针对波兰青少年的军事训练组织。向所有波兰共和国公民和居住在国外的波兰人开放，无论性别，年满 13 岁即可。组织军事训练内容是：军事演习、军令、射击、武器科学、地形研究、通信、战术、肉搏战、生存、PPPM、OPBMR（大规模杀伤性武器防御课程）以及爱国和公民训练。